# Vandellia elata
Vandellia elata är en tvåhjärtbladig växtart som beskrevs av George Bentham. Vandellia elata ingår i släktet Vandellia och familjen Linderniaceae. Inga underarter finns listade i Catalogue of Life.